# Крістель Сіммс
Крістель Сіммс (англ. Christel Simms, 20 вересня 1990) — американська плавчиня.
Учасниця Олімпійських Ігор 2008 року.